# Frackband

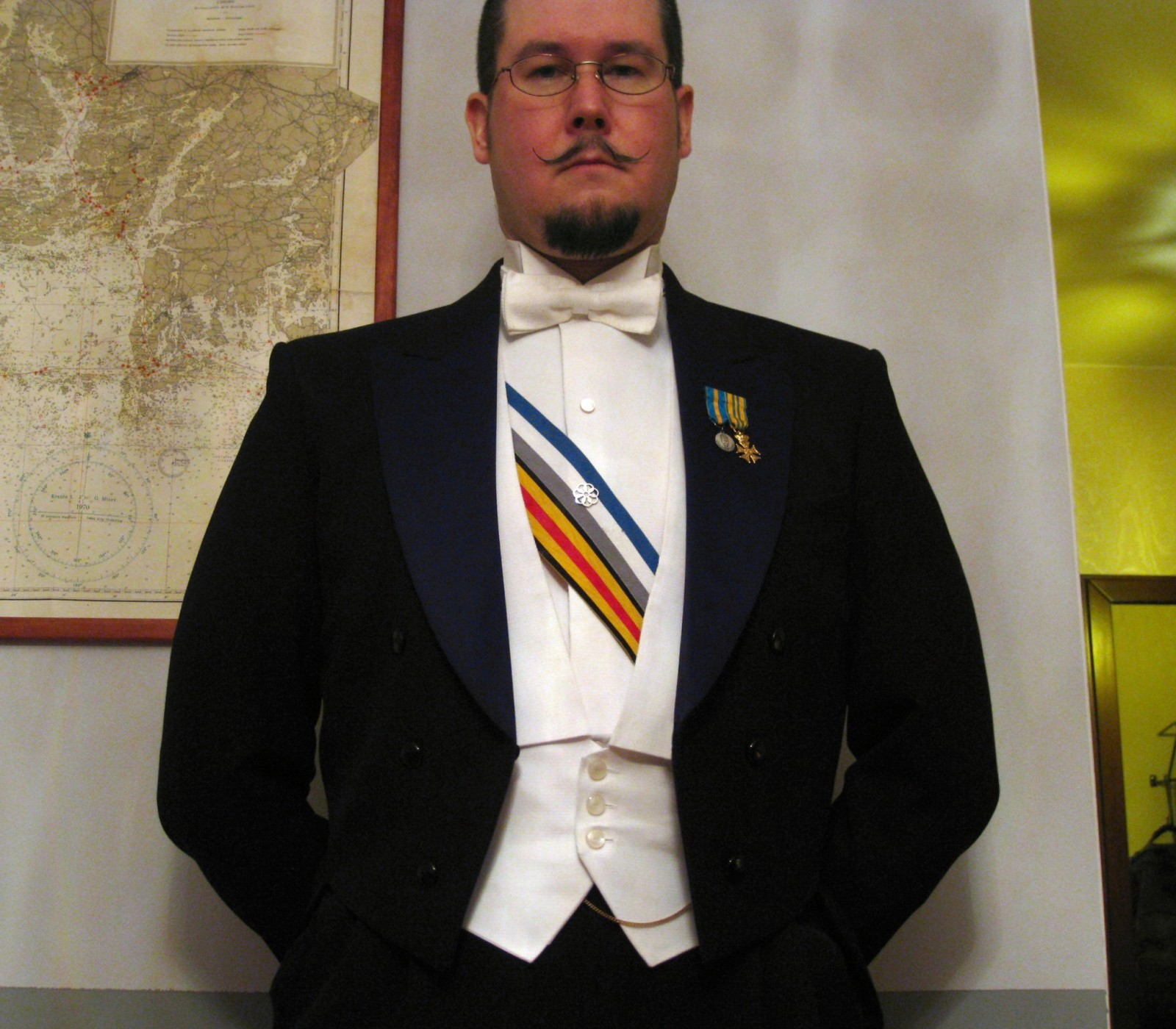
Student i frack. Överst THS kårband (blå-vit-grått), och underst EGiF:s (ElektroGrabbar i Frack) föreningsband (svart-gul-rött). På slaget Försvarsmaktens värnpliktsmedalj och Nijmegenmedaljen.

Frackband, även kårband eller nationsband, är de band som bärs  av medlemmarna i olika studentföreningar, till exempel nationer, fakultetsföreningar eller kårer. Bandet används ofta till föreningens insignier och medaljer.
Till frack bärs bandet snett över skjortbröstet, likt ordensband men under västen eller till kavaj (vilket är mindre vanligt) vikt över slaget, även om det historiskt sett också förekommit att bandet burits över bröstet till kavaj. Till klänning bärs det i rosett. Regler om hur många band som får bäras och av vilka varierar mellan olika lärosäten. Vanligtvis tillåts upp till tre olika band med den egna nationens, fakultets- eller sektionsföreningens band överst, därefter kårens, och olika ämbetsband eller allmänna föreningsband nederst. 
Bandets färg går ibland igen i färgerna för motsvarande förenings heraldiska vapen eller overall. Vid studentnationer finns särskilt breda band för seniorer och för hedersmedlemmar.